# Юсив
Юси́в (лат. modus iussivus, від iubeo — «наказую», «командую») — спосіб дієслова, що виражає непряму форму спонукання, наказ, прохання, звернені до 3-ї особи. В українській мові утворюється аналітично: Хай живе! Хай він підійде!
Як окрема категорія юсив виділяється у семітських, кушитських і папуаських мовах.
Деякі автори називають «юсивом» також гортатив — вираження спонукання, адресоване в тому числі до самого мовця, тобто до 1-ї особи множини.

## У мовах світу
- Естонська: Poisid ärgu .jooksku! — «Хай хлопчики не бігають!»
- Фінська: Lukekoon hän tämä kirja! — «Хай він читає цю книжку!»